# Лузеніна
Лузе́ніна (рос. Лузенина) — присілок у складі Ачитського міського округу Свердловської області.
Населення — 31 особа (2010, 33 у 2002).
Національний склад станом на 2002 рік: росіяни — 100 %.
Стара назва — Івановка.